# Receptor (biokemija)
Receptor je v biokemiji beljakovinska molekula na celični membrani ali redkeje v citoplazmi ali celičnem jedru, na katero se specifično vežejo telesu lastne snovi (hormoni, živčni prenašalci) ter substance, vnešene v telo (na primer strupi, zdravila) ter posledično povzročijo biološki odgovor. 
V širšem pomenu se izraz receptor uporablja tudi za katerokoli biološko tarčo, torej za vsako kompotento v celici ali izven nje, na katero se določena substanca veže in izzove biološki odgovor (poleg receptorjev v ožjem pomenu tudi encimi, ionski kanalčki ...).
Poznavanje receptorjev je ključno za ugotavljanje delovanja bioloških procesov ter za načrtovanje zdravil, saj se večina učinkovin veže na receptorje. 
Substanca (v primeru zdravil govorimo o učinkovini), ki se veže na receptor in izzove enak učinek kot telesu lastna substanca, se imenuje agonist, substanco, ki pa se sicer veže na receptor, a biološki učinek izostane, pa imenujemo antagonist.

## Pregled receptorjev
Receptorji so lahko:
- beljakovine na površini celične membrane – govorimo o perifernih membranskih receptorjih,
- beljakovine, ki celično membrano prebadajo – transmembranski receptorji:
  - metabotropni receptorji, ki so na notranjosti celice sklopljeni s proteinom G ali z encimom tirozin-kinazo,
  - ionotropni receptorji, ki so neposredno povezani z ionskim kanalčom,
- znotrajcelične beljakovine, kot na primer receptorji za steroidne hormone – ti receptorji lahko po navadi prehajajo membrano celičnega jedra ter delujejo na izražanje genov in na ta način izzovejo biološki odgovor.

## Transmembranski receptorji

### Metabotropni receptorji

#### Receptorji, sklopljeni s proteinom G
V oklepajih so navedene substance, ki se vežejo na posamezne receptorje:
- muskarinski receptorji – vrsta holinergičnih receptorjev (acetilholin, muskarin)
- adenozinski receptorji (adenozin)
- adrenoceptorji (tudi adrenergični receptorji; nanje se veže adrenalin)
- gabaergični receptorji, in sicer podtip GABA-B (GABA)
- angiotenzinski receptorji (angiotenzin)
- kanabioidni receptorji (kanabinoidi)
- holecistokininski receptorji (holecistokinin)
- dopaminski receptorji (dopamin)
- glukagonski receptorji (glukagon)
- metabotropniglutamatni receptorji (glutamat)
- histaminski receptorji (histamin)
- opioidni receptorji (opioidi)
- sekretinski receptorji (sekretin)
- serotoninski receptorji, razen podtipa 3 (serotonin
- samotostatinski receptorji (somatostatin)

#### Receptorji, sklopljeni s tirozin-kinazo
Ti receptorji so sklopljeni z encimom tirozin-kinazo:
- eritropoetinski receptorji (eritropoetin)
- insulinski receptorji (insulin)
- različni receptorji za rastne faktorje in citokine

### Ionotropni receptorji
- nikotinski receptorji – vrsta holinergičnih receptorjev (acetilholin, nikotin)
- glicinski receptorji (glicin, strihnin)
- nekateri gabaergični receptorji, in sicer GABA-A in GABA-C (GABA)
- serotoninski receptorji, in sicer podtip 5-HT3 (serotonin)

## Intracelularni receptorji

### Transkripcijski faktorji
Vplivajo na proces prepisovanja DNK v jedru:
- receptorji za steroidne hormone:
  - spolni hormoni:
    - estrogen
    - androgeni
    - progesteron

  - Receptorji za vitamin D:
  - glukokortikoidni receptorji (glukokortikoidi)
  - mineralokortikoidni receptorji (mineralokortikoidi)
- receptorji za ščitnične hormone
- retinoidni receptorji (vitamin A in sorodne spojine)